# Гиацинтоидес испанский
Гиацинтоидес испанский (лат. Hyacinthoides hispanica) — вид многолетних луковичных травянистых растений семейства Спаржевые (Asparagaceae).
Встречается в Испании, Португалии, Франции; в культуре с XVIII века.
Другие русские названия:
- Пролеска испанская[2]
- Сцилла испанская
- Эндимион испанский[3]
- Дикий гиацинт[2]

## Синонимы
По данным The Plant List в синонимию вида сходят следующие названия:
- Agraphis campanulata (Aiton) Link
- Endymion campanulatus (Aiton) Parl.
- Endymion hispanicus (Mill.) Chouard
- Hyacinthoides non-scripta subsp. hispanica (Mill.) Kerguelen
- Hylomenes campanulata (Aiton) Salisb.
- Scilla campanulata Aiton
- Scilla hispanica Mill.
- Scilla non-scripta subsp. hispanica (Mill.) Ietsw.

## Внешний вид
Листья прикорневые, 20—30 см длиной, в числе 2—7.
Луковицы белые, яйцевидные, 3—4 см длиной и 2—2,5 см в поперечнике.
Цветонос одиночный, 20-30 см высотой.
Цветки колокольчатые, 1,5—2 см в диаметре, собраны по 4—10 в прямостоячее, кистевидное соцветие.
Листочки околоцветника голубовато-сиреневые, слегка розоватые, около 1,5 см длиной.
Плод — коробочка, семена округлые.
Цветение: конец мая — начало июня 10—12 дней. Согласно другому источнику: 15-20 дней.
От гиацинтоидеса неописанного (Hyacinthoides non-scripta) отличается более бледным голубым или фиолетовым окрасом и более крупным размером цветков, более прямыми толстыми цветоносами и относительно широкими листьями. Пыльники Гиацинтоидеса испанского голубого цвета, аромат почти отсутствует.

## В культуре

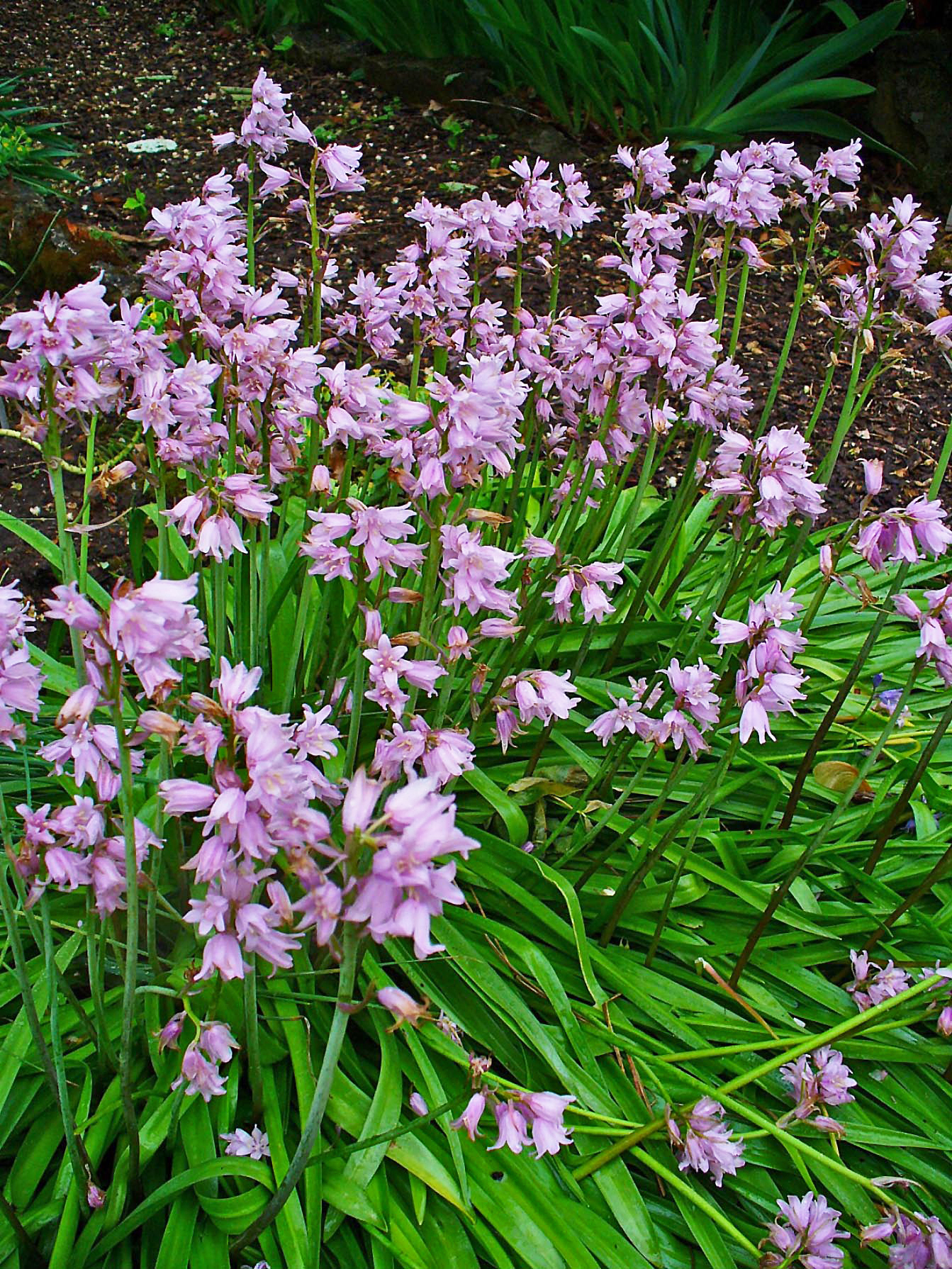

Почва влажная, гумусная, с добавкой старого торфа.
Место для посадки: освещенное солнцем или полутень. Посадку рекомендуется производить в начале сентября, на глубину около 10 см. Гиацинтоидес испанский выносит значительное (до 30 см) заглубление и задернение.
За сезон крупные луковицы эндимионов дают по 5—6 деток. Деление «гнёзд» луковиц рекомендуется производить один раз в три года.
Из-за своей высокой декоративности и неприхотливости Гиацинтоидес испанский и его сорта широко используются в ландшафтном дизайне. Рекомендуется для садов естественного стиля, где гиацинтоидесы высаживают живописными группами среди деревьев и кустарников и размещают в рокариях.
Гиацинтоидес хорошо гармонирует с весеннецветущими кустарниками и деревьями и сочетается с жёлтыми примулами и морозниками.
Как и другие весенние луковичные, гиацинтоидесы рекомендуется размещать таким образом, чтобы после отмирания их листьев в саду не оставалось пустых мест. Для этого его можно комбинировать либо с ландышами, крокосмией, лилиями, либо с пышными многолетниками.